# Megabyte
El megabyte (MB) o megaocteto (Mo) es una unidad de información. Es múltiplo del byte u octeto y equivale a 106 B (un millón de bytes).
Al igual que el resto de los prefijos del SI, en informática muchas veces se confunde el megabyte con 220 B, cantidad que, según normativa IEC 60027-2 y la IEC 80000-13:2008, publicada por la Comisión Electrotécnica Internacional, debe ser denominada mebibyte.
El prefijo mega proviene del griego μέγας (mégas), que significa ‘grande’.
Se representa por MB y no por Mb, cuya correspondencia equivaldría a megabit. Coloquialmente también se usa el acortamiento «mega» para referirse al megabyte.

## Distinción entre múltiplos de 1000 y de 1024
Durante los inicios de la informática ―a mediados del siglo XX―, las unidades se mostraban como múltiplos de 1000, pero a finales de los años cincuenta se empezó a confundir 1000 con 1024, puesto que los ordenadores trabajan en base binaria. El problema se originó porque para la memoria RAM resultó más fácil utilizar un sistema binario, mostrándose para esta en múltiplos de 1024, puesto que los ordenadores trabajan en base binaria y no decimal. El problema radicó al nombrar las unidades en sentido binario, ya que se adoptaron los nombres de los prefijos del Sistema Internacional de Unidades, y recibieron los mismos prefijos que las unidades de base mil, dado su «parecido». Pero es etimológicamente incorrecto nombrar 1024 con un prefijo de 1000, dado que dichos prefijos han existido anteriormente a la informática para expresar bases de mil de cualquier unidad del sistema internacional, tales como el metro, el gramo, el voltio o el amperio. Esto sembró ciertas confusiones que hasta el día de hoy continúan debatiéndose por la comunidad informática.
Para clarificar la distinción entre los prefijos decimal y binario, la Comisión Electrotécnica Internacional (IEC), un grupo de estandarización, en 1997 propuso prefijos con uniones abreviadas del Sistema Internacional de Unidades con la palabra binario. Así pues, sería denominado un mebibyte (MiB) contracción de megabyte binario. Esta convención todavía no se ha difundido suficientemente.
Debido a las formas irregulares en el uso del prefijo binario en la definición y uso del kilobyte, el número exacto es el siguiente:
- 1 000 000 bytes o 106 bytes es la definición usada por los ingenieros de telecomunicaciones y por algunos fabricantes de sistemas de almacenamiento, y es la que resulta coherente con el prefijo del SI «mega». La abreviatura que es igual a todas y es la adecuada es por tanto 'MB'  (megabyte).

## Ejemplos de uso
Dependiendo de los métodos de compresión de datos y el formato de archivo, un megabyte de información más o menos puede ser:
- Una imagen de mapa de bits sin comprimir de 1000 × 1000 píxeles con 256 colores (profundidad de color de 8 bits por píxel).
- 1 minuto y 4 segundos de música en formato .mp3, comprimido a 128 kbit/s.
- 6 segundos de audio de CD sin comprimir. Un CD puede almacenar aproximadamente 700 MB, que equivalen a 80 minutos de música sin comprimir.
- Un volumen típico de un libro en texto plano (500 páginas × 2000 caracteres por página).
- Un disquete de 1.44 MB (valor aproximado de su capacidad de almacenamiento) puede almacenar 1 474 560 bytes de información. Aquí 1.44 MB alude a 1440 kiB, o lo que es igual, a 1.44 × 1000 kiB; de aquí que 1.44 MB se refiera en este caso a 1.44 × 1000 × 1024 B.
- En Servicio de internet